# NGC 3101
NGC 3101 je galaksija u zviježđu Sekstantu.

## Vanjske poveznice
- SEDS: NGC 3101